# Jivarus rubriventris
Jivarus rubriventris är en insektsart som beskrevs av Ronderos 1979. Jivarus rubriventris ingår i släktet Jivarus och familjen gräshoppor. Inga underarter finns listade i Catalogue of Life.